# یکنواختی پراکنش
یکنواختی پراکنش یا یکنواختی پخش‌شدگی (به انگلیسی: Distribution uniformity) در آبیاری معیاری است که نشان می‌دهد چگونه آب به صورت یکنواخت به منطقه آبیاری می‌شود که به صورت یک نسبت بیان می‌شود و نباید با راندمان اشتباه گرفته شود. یکنواختی پخش‌شدگی اغلب هنگام انجام ممیزی آبیاری محاسبه می‌شود. یکنواختی پخش‌شدگی نباید با ضریب یکنواختی که اغلب برای توصیف عملکرد سیستم‌های تحت فشار بالای سر ترجیح داده می‌شود، اشتباه گرفته شود.